# وشتراده
وشتراده (به آلمانی: Westerrade) یک شهر در آلمان است که در زگه‌برگ واقع شده‌است. وشتراده ۴۶۵ نفر جمعیت دارد.